# The Worst of Evil
The Worst of Evil (koreanischer Originaltitel: 최악의 악) ist eine südkoreanische Serie, die von den Produktionsfirmen Baram Pictures und Sanai Pictures für die Walt Disney Company umgesetzt wurde. In Südkorea fand die Premiere der Serie am 27. September 2023 als Original durch Disney+ via Star statt. Im deutschsprachigen Raum erfolgte die Erstveröffentlichung der Serie am selben Tag durch Disney+ via Star.

## Handlung
Seoul im Jahr 1995: Eine neue starke Droge unbekannter Herkunft namens „Gangnam Crystal“ beschäftigt die Polizei und Behörden in Südkorea und Japan. Auf Ersuchen der japanischen Behörden, den Drogenzufluss aus Korea zu untersuchen und den illegalen Drogenhandel von Korea nach Japan zu unterbinden, an dem kriminelle Organisationen aus Südkorea, Japan und China beteiligt sind, leitet die südkoreanische Staatsanwaltschaft in Zusammenarbeit mit den japanischen Behörden eine gemeinsame Untersuchung ein. Zu diesem Zweck soll ein Ermittler in den inneren Kreis der „Gangnam Union“ eingeschleust werden, einer gefährlichen kriminellen Organisation, die immer mehr an Einfluss gewinnt und für den Vertrieb der Droge verantwortlich ist. Park Jun-mo, ein unterforderter Ermittler vom Lande, wird für diese Aufgabe vorgeschlagen. Angetrieben von der Aussicht auf eine Sonderbeförderung nimmt er den gefährlichen Auftrag an und wagt sich ins Innere der Organisation vor, nicht ahnend, dass seine Frau Yoo Eui-jeong, die ebenfalls Polizistin ist, eine komplexe Beziehung zu Jung Gi-cheul, dem Kopf der „Gangnam Union“, hat. Zwischen den Fronten und im unentrinnbaren Netz des Schicksals gefangen, sieht sich Park Jun-mo gezwungen, die Ermittlungen in andere Richtungen auszuweiten und noch tiefer in gefährliche Gefilde vorzudringen, während er unter Zeitdruck versucht, die Zusammenhänge und die komplette Wahrheit herauszufinden und der Organisation das Handwerk zu legen.

## Besetzung
| Rolle                       | Schauspieler  |
| --------------------------- | ------------- |
| Park Jun-mo / Kwon Seung-ho | Ji Chang-wook |
| Jung Gi-cheul               | Wi Ha-joon    |
| Yoo Eui-jeong               | Im Se-mi      |
| Lee Hae-ryun                | Kim Hyung-seo |
| Choi Jung-bae               | Im Sung-jae   |
| Hong Hee-seong              | Cha Rae-hyung |
| Cho Chang-sik               | Lee Jung-hun  |
| Seok Do-hyung               | Ji Seung-hyun |
| Hwang Min-goo               | Yoon Kyung-ho |
| Cheon Jin-pyung             | Sung Il       |

## Episodenliste
| Nr. | Deutscher Titel | Originaltitel | Erstveröffentlichung (Südkorea) | Deutschsprachige Erstveröffentlichung (D/A/CH) |
| --- | --------------- | ------------- | ------------------------------- | ---------------------------------------------- |
| 1   | Folge 1         | 제 1화        | 27. Sep. 2023                   | 27. Sep. 2023                                  |
| 2   | Folge 2         | 제 2화        | 27. Sep. 2023                   | 27. Sep. 2023                                  |
| 3   | Folge 3         | 제 3화        | 27. Sep. 2023                   | 27. Sep. 2023                                  |
| 4   | Folge 4         | 제 4화        | 4. Okt. 2023                    | 4. Okt. 2023                                   |
| 5   | Folge 5         | 제 5화        | 4. Okt. 2023                    | 4. Okt. 2023                                   |
| 6   | Folge 6         | 제 6화        | 11. Okt. 2023                   | 11. Okt. 2023                                  |
| 7   | Folge 7         | 제 7화        | 11. Okt. 2023                   | 11. Okt. 2023                                  |
| 8   | Folge 8         | 제 8화        | 18. Okt. 2023                   | 18. Okt. 2023                                  |
| 9   | Folge 9         | 제 9화        | 18. Okt. 2023                   | 18. Okt. 2023                                  |
| 10  | Folge 10        | 제 10화       | 25. Okt. 2023                   | 25. Okt. 2023                                  |
| 11  | Folge 11        | 제 11화       | 25. Okt. 2023                   | 25. Okt. 2023                                  |
| 12  | Folge 12        | 제 12화       | 25. Okt. 2023                   | 25. Okt. 2023                                  |